# Univerzita ve Warwicku
Univerzita Warwick, anglicky University of Warwick, je veřejná výzkumná univerzita na okraji města Coventry mezi anglickými hrabstvími West Midlands a Warwickshire. Byla založena v roce 1965 v rámci vládní iniciativy usilující o rozšíření vysokoškolského vzdělávání. Dělí se na tři fakulty - fakultu humanitní (Arts), fakultu vědy, techniky a medicíny a fakultu společenských věd - a dále na třicet dva kateder a více než čtyřicet výzkumných center a ústavů. V roce 2022 zde studovalo bezmála 29 tisíc studentů a pracovalo 2 600 učitelů a výzkumníků. 44 procent studentů je zahraničních. Součástí kampusu je Warwick Arts Centre, které je jedním z největších kulturních center ve Spojeném království. Navštíví ho přes 300 tisíc návštěvníků ročně, ať už na koncertech, divadelních představeních nebo jiných uměleckých produkcích. Univerzita je členem Russell Group. Univerzita hostila také některé důležité politické činitele, jedním z nich byl americký prezident Bill Clinton, který zde v prosinci roku 2000 měl projev. K absolventům školy patří nositel Nobelovy ceny za ekonomii Oliver Hart nebo držitel Turingovy ceny Leslie Valiant. Podle QS World University Rankings 2024 je Univerzita ve Warwicku 67. nejkvalitnější vysokou školou na světě (10. ve Spojené království).